# 國防部長 (英國)
國防部長（英語：Minister of Defence）於1940年設立，負責協調三軍及國防安全，1964年廢除。該職位屬於內閣層級並高於三軍大臣，然而三軍大臣仍屬於內閣成員。
國防部則於1947年設立。

## 歷史
在二戰爆發前，英國首相斯坦利·鮑德溫認為英軍的力量不足，因而於1936年設立國防協調部長，而鮑德溫首相的接替者張伯倫則於1940年4月廢除此職位。
1940年5月，在溫斯頓·邱吉爾接替首相後，為了回應先前沒有單一部長負責參與戰爭的批評，邱吉爾為他自己創建了「國防部長」的職位，1946年該職位成為了軍隊中唯一屬於內閣層級的職位，而其他三位軍隊大臣：第一海軍大臣、陸軍大臣、空军大臣，則正式成為國防部長的從屬官員。
1964年，英國政府廢除國防部長及三軍大臣，並將四項職位的職權整合為國防大臣。
| '英國武裝部隊的主要內閣官員：' |                                                      |                                                                          |                                                     |                                                                |
|                                | 英國皇家海軍                                         | 英國陸軍                                                                 | 英國皇家空軍                                        | 協調三軍                                                       |
| 1628                           | 第一海軍大臣 (1628–1964) First Lord of the Admiralty |                                                                          |                                                     |                                                                |
| 1794                           | 第一海軍大臣 (1628–1964) First Lord of the Admiralty | 陸軍大臣 (1794–1801) Secretary of State for War                          |                                                     |                                                                |
| 1801                           | 第一海軍大臣 (1628–1964) First Lord of the Admiralty | 陸軍及殖民地大臣 (1801–1854) Secretary of State for War and the Colonies |                                                     |                                                                |
| 1854                           | 第一海軍大臣 (1628–1964) First Lord of the Admiralty | 陸軍大臣 (1854–1964) Secretary of State for War                          |                                                     |                                                                |
| 1919                           | 第一海軍大臣 (1628–1964) First Lord of the Admiralty | 陸軍大臣 (1854–1964) Secretary of State for War                          | 空軍大臣 (1919–1964) Secretary of State for Air     |                                                                |
| 1936                           | 第一海軍大臣 (1628–1964) First Lord of the Admiralty | 陸軍大臣 (1854–1964) Secretary of State for War                          | 空軍大臣 (1919–1964) Secretary of State for Air     | 國防協調部長 (1936–1940) Minister for Co-ordination of Defence |
| 1940                           | 第一海軍大臣 (1628–1964) First Lord of the Admiralty | 陸軍大臣 (1854–1964) Secretary of State for War                          | 空軍大臣 (1919–1964) Secretary of State for Air     | 國防部長 (1940–1964) Minister of Defence                       |
| 1964                           | 國防大臣 (1964–現在) Secretary of State for Defence  | 國防大臣 (1964–現在) Secretary of State for Defence                      | 國防大臣 (1964–現在) Secretary of State for Defence | 國防大臣 (1964–現在) Secretary of State for Defence            |

## 國防部長 (1940~1964)
| 姓名 | 姓名                                       | 肖像                 | 任期                | 任期                | 任期           | 政黨         | 首相 | 首相                         |
| 姓名 | 姓名                                       | 肖像                 | 上任                | 卸任                | 任期長度       | 政黨         | 首相 | 首相                         |
| ---- | ------------------------------------------ | -------------------- | ------------------- | ------------------- | -------------- | ------------ | ---- | ---------------------------- |
|      | 溫斯頓·邱吉爾 首相兼任                     |                      | 1940 年 5 月 10 日  | 1945 年 7 月 27 日  | 5年2个月又17天 | 保守黨       |      | 溫斯頓·邱吉爾 (戰時聯合政府) |
|      | 克萊曼·艾德禮 首相兼任                     |                      | 1945 年 7 月 27 日  | 1946 年 12 月 20 日 | 1年4个月又23天 | 工黨         |      | 克萊曼·艾德禮                |
|      | 阿爾伯特·維克多·亞歷山大                   |                      | 1946 年 12 月 20 日 | 1950 年 2 月 28 日  | 3年2个月又8天  | 勞工與合作黨 |      | 克萊曼·艾德禮                |
|      | 曼尼·辛維爾                                |                      | 1950 年 2 月 28 日  | 1951 年 10 月 26 日 | 1年7个月又28天 | 工黨         |      | 克萊曼·艾德禮                |
|      | 溫斯頓·邱吉爾 首相兼任                     |                      | 1951 年 10 月 28 日 | 1952 年 3 月 1 日   | 4个月4天       | 保守黨       |      | 溫斯頓·邱吉爾                |
|      | 哈羅德·亞歷山大 第一代突尼斯的亞歷山大伯爵 |                      | 1952 年 3 月 1 日   | 1954 年 10 月 18 日 | 2年7个月又17天 | 無黨籍       |      | 溫斯頓·邱吉爾                |
|      | 哈羅德·麥米倫                              |                      | 1954 年 10 月 18 日 | 1955 年 4 月 7 日   | 5个月20天      | 保守黨       |      | 溫斯頓·邱吉爾                |
|      | 塞爾文·勞埃                                |                      | 1955 年 4 月 7 日   | 1955 年 12 月 20 日 | 8个月13天      | 保守黨       |      | 安東尼·艾登                  |
|      | 沃爾特·蒙克頓                              |                      | 1955 年 12 月 20 日 | 1956 年 10 月 18 日 | 9个月28天      | 保守黨       |      | 安東尼·艾登                  |
|      | 安東尼·海德                                |                      | 1956 年 10 月 18 日 | 1957 年 1 月 9 日   | 2个月22天      | 保守黨       |      | 安東尼·艾登                  |
|      | 鄧肯·桑茲                                  |                      | 1957 年 1 月 13 日  | 1959 年 10 月 14 日 | 2年9个月又1天  | 保守黨       |      | 哈羅德·麥米倫                |
|      | 哈羅德·沃特金森                            |                      | 1959 年 10 月 14 日 | 1962 年 7 月 13 日  | 2年8个月又29天 | 保守黨       |      | 哈羅德·麥米倫                |
|      | 彼得·霍尼戈夫                              |                      | 1962 年 7 月 13 日  | 1964 年 4 月 1 日   | 1年8个月又19天 | 保守黨       |      | 哈羅德·麥米倫                |
|      | 彼得·霍尼戈夫                              | 亞歷克·道格拉斯-休姆 | 1962 年 7 月 13 日  | 1964 年 4 月 1 日   | 1年8个月又19天 | 保守黨       |      |                              |

## 另見
- 國防大臣 (英國)
- 國防部 (1947–1964)（英语：Ministry of Defence (1947–64)）